# Sygyt
Sygyt (tuvinisch сыгыт für zwitschern, pfeifen) ist ein besonderer Gesang, welcher, aus archaischen Musikkulturen stammend, ununterbrochen bis in die Gegenwart gepflegt und weitergegeben wurde. Wie auch in anderen Ausprägungen des Chömej (tuv. хөөмәй/ russ. горловое пение für Kehlgesang) beherrscht man dabei die Kunst, gleichzeitig aus einem einzelnen Munde mehrstimmig zu singen. Beim Sygyt wird dieses monoorale polyphone Singen so weit geführt, dass die Oberstimmen als eigenständige Melodien und in unabhängiger Phrasierung vom Grundton erklingen. Beheimatet sind solche Gesänge bei den traditionell nomadisch lebenden Völkern rund um den Altai, vor allem in Tuva und in der Mongolei.

## Physiologie der Sygyt-Gesänge
Für eine physiologische Erklärung dieses Stimmphänomens existieren mehrere Ansätze.
Eines bedient sich des Quelle-Filter-Modells, das in den 1960er Jahren von Gunnar Fant etabliert wurde, ursprünglich um die menschliche Sprechstimme, insbesondere deren Vokalbildung, zu verstehen. Dieses Modell geht davon aus, dass an den Stimmlippen (Quelle) ein mit Obertönen durchmischter Rohschall entsteht, der bei seiner Passage durch den Vokaltrakt (Filter) hin zur Mundöffnung auf jeweils besondere Weise gefiltert wird. Beim Sygyt werde diese Filterung so gesteuert, dass dabei einzelne Frequenzen verstärkt würden. Die Unzulänglichkeit dieser Erklärung besteht vor allem darin, dass sie elementar dem Energieerhaltungssatz widerspricht.
Auf der Basis von aufwändigen Frequenzanalysen legten Chernov und Maslov 1987 in Tallin eine Zwei-Quellen-Theorie vor. Allerdings fand sich bisher keine anatomische Struktur, die einer zweiten Quelle entsprechen könnte (es geht um Frequenzen von bis zu 6000 Hz).
Der Musikwissenschaftler Winfried Völlger vermutete 2011 diesen zweiten Oszillator in dem Luftkörper, der von Vokaltrakt, Trachäa und Bronchien eingeschlossen wird. Angeregt durch den in der Glottis erzeugten, periodisch pulsierenden Luftstrom (relativ langsam, Strömung bzw. Konvektion, Materialtransport) gerate dieser Luftkörper ins Schwingen (schnell, Schall bzw. Strahlung, kein Materialtransport). Analog zu schwingenden Platten oder Stäben erfolge dieses Schwingen in diskreten Modi mit jeweils zugeordneten diskreten Schallfrequenzen. Ähnlich wie bei Orgelpfeifen sind solche Frequenzen festgelegt durch Form und Beschaffenheit der Gefäßwände, d. h. des Vokaltraktes. Es sind individuelle Eigenfrequenzen. Sie gestatten keinerlei Feintuning.

## Rezeption und Adaption
Weit über die Mitte des 20. Jahrhunderts hinaus war Sygyt dem europäischen Musikverständnis völlig unbekannt. Im deutschsprachigen Raum wurde erst seit den 1970er Jahren das rein technische der Sygyt-Gesänge von Vertretern des so genannten Obertongesanges als bisher unerschlossene Möglichkeit klanglicher Bereicherung entdeckt, okkupiert und populär vermarktet.